# Kerkhove
Kerkhove est une section de la commune belge d'Avelgem, en province de Flandre-Occidentale. C'était une commune à part entière avant la fusion des communes de 1977.

## Géographie
Kerkhove est limitrophe des localités suivantes : Kaster, Elsegem, Berchem, Ruien, Waarmaarde et Tiegem.
Le village, limitrophe de la Flandre-Orientale, se situe à l'est de la commune, le long de l'Escaut, à l'extrême sud-est de la Flandre-Occidentale.

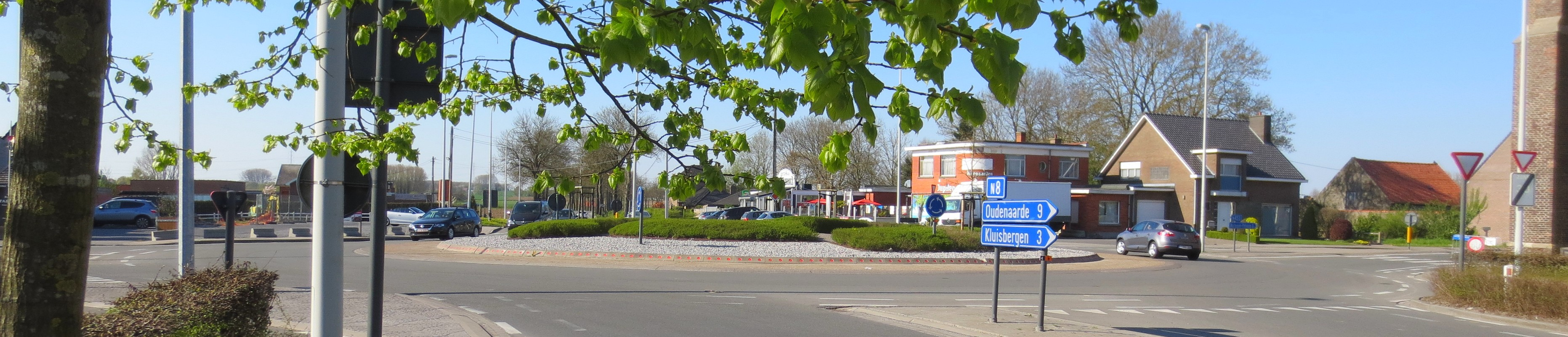
Kerkhove

## Notes

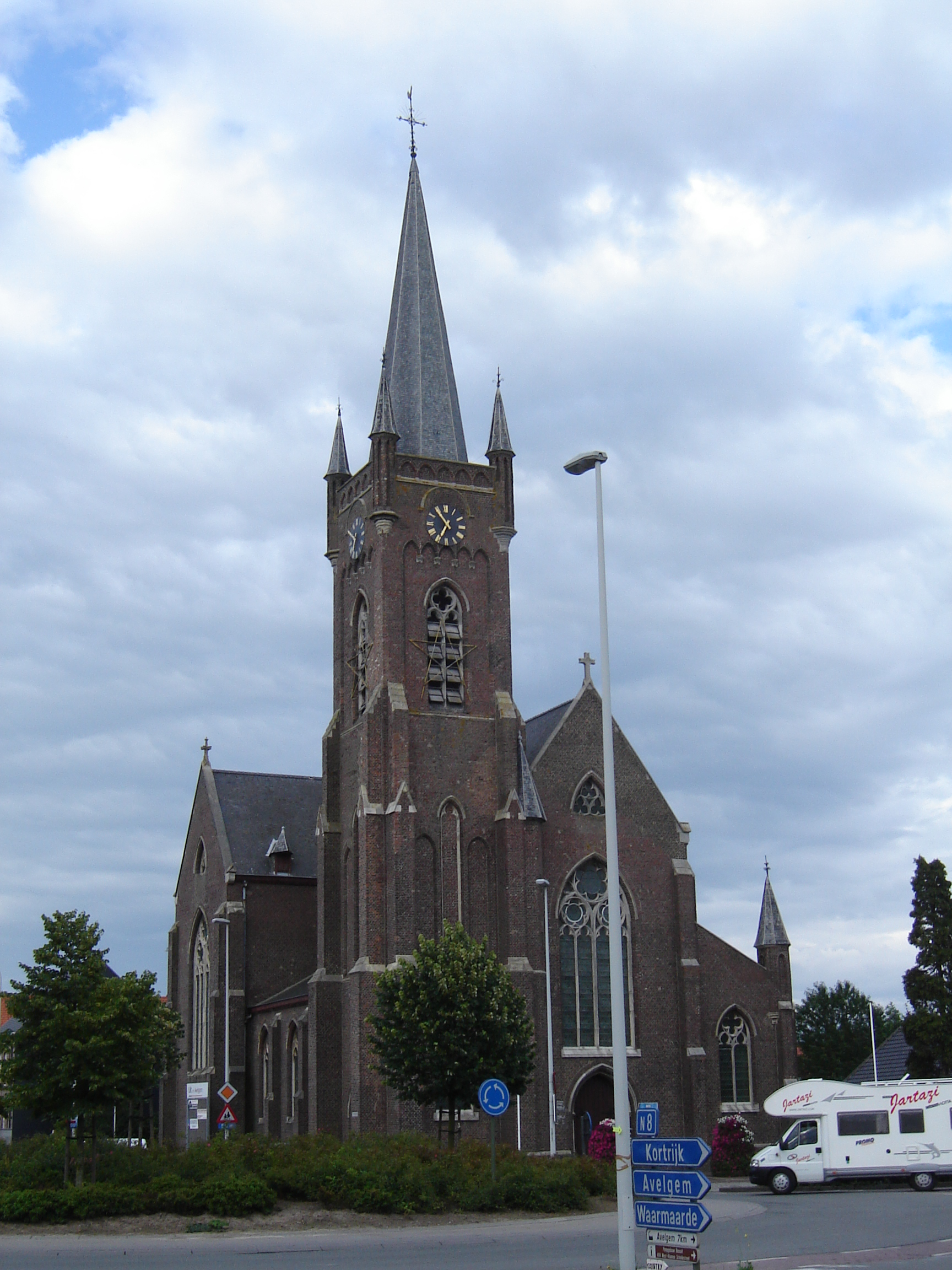
L'église Saint-Amand (Sint-Amanduskerk), de style néogothique (1872).

## Démographie

### Évolution démographique
- Sources : INS, Rem. : 1831 jusqu'en 1970 = recensements, 1976 = nombre d'habitants au 31 décembre[3].